# Jesús Huerta de Soto
Jesús Huerta de Soto Ballester (* 23. prosince 1956 Madrid) je španělský ekonom a politický filosof patřící k předním evropským autorům píšícím v tradici moderní Rakouské ekonomické školy. V současnosti působí jako profesor politické ekonomie na Universidad Rey Juan Carlos v Madridu.

## Život a přínos
Jesús Huerta de Soto Ballester (Madrid, 1956) je jeden z největších představitelů moderní rakouské ekonomické školy a španělský politický filozof. V současné době působí jako profesor politické ekonomie na madridské universitě Universidad Rey Juan Carlos. Má dva doktoráty – z práva (1984) a z ekonomie (1992) – oba z univerzity Universidad Complutense v Madridu. Díky stipendiu od Španělské centrální banky studoval de Soto na Stanfordově univerzitě a získal zde titul MBA. V roce 1979 se stal profesorem politické ekonomie na Právnické fakultě madridské Universidad Complutense. Od roku 2000 působí jako profesor politické ekonomie na Fakultě práva a společenských věd na Universidad Rey Juan Carlos. Snaží se šířit rakouské paradigma nejen v Evropě, ale po celém světě. Od října 2007 učí v jediném oficiálním magisterském programu, zaměřeném na rakouskou ekonomii, který byl akreditován a je tudíž platný v celé Evropské unii. V květnu 2004 se stal zakládajícím editorem akademického časopisu Procesos de Mercado: revista europea de economía política [Tržní procesy: Evropský žurnál politické ekonomie], kde působí dodnes. Časopis publikuje dvakrát do roka články zabývající se rakouskou školou, a to v oficiálních jazycích Evropské unie. Mezi hlavní vědecké příspěvky Huerta de Sota patří jeho kniha Planes de pensiones privados [Soukromé důchodové plány], za kterou dostal od krále Juana Carlose v roce 1983 mezinárodní cenu Premio Internacional de Economía.
Huerta de Soto je členem Ludwig von Mises Institute, patronem Fundación Instituto Madrileño de Estudios Avanzados (IMDEA) Ciencias Sociales [Madridského institutu pokročilých studií, společenských věd] a v letech 2000–2004 byl viceprezidentem Montpelerinské společnosti. Je členem ediční rady Quarterly Journal of Austrian Economics, Journal of Markets and Morality, a časopisu New Perspectives on Political Economy. Byl spoluzakladatelem Sociedad para el Estudio de la Acción Humana [Společnosti pro studium lidského jednání]. Intenzivně spolupracuje s madridským Juan de Mariana Institute. V roce 2009 udělila Francisco Marroquin University Huertu de Sotovi jeho první čestný doktorát. Následovaly další z rumunské Universitatea Alexandru Ioan Cuza v Iaşi (2010) a z moskevské Financial University under the Government of the Russian Federation (2011), instituce založené v roce 1919 V. I. Leninem. Z dalších mezinárodních cen obdržel od bruselského CNE Adam Smith Award (2005), dále Franz Cuhel Memorial Prize for Excellence in Economic Education na Vysoké škole ekonomické v Praze (2006), Gary G. Schlarbaum Prize for Liberty v Salamance (2009) a v Barceloně medaili Foment del Treball Nacional (2009). Konečně 21. června 2013 byl oceněn zlatou medailí Gold Hayek Medal na německé univerzitě v Göttingenu.
Mezi de Sotovy nejvýznamnější intelektuální příspěvky patří jeho studie o podnikání a nemožnosti socialismu, kterou představil ve své knize Socialism, Economic Calculation, and Entrepreneurship (2010), rozpracování rakouské teorie hospodářského cyklu v jeho knize Money, Bank Credit, and Economic Cycles a teorie dynamické efektivnosti, která se objevila v jeho knize The Theory of Dynamic Efficiency. Huerta de Soto je přesvědčen, že k analýze společenské reality je zapotřebí vhodně kombinovat tři přístupy: teoretický (von Misesův), historicko-evoluční (Hayekův) a etický (Rothbardův). Práce Jesúse Huerta de Soto byly přeloženy do 21 jazyků včetně ruštiny, čínštiny, japonštiny a arabštiny. Z ideologického hlediska zastává profesor Huerta de Soto názor, že anarchokapitalismus je teoreticky nadřazen klasickému liberalismu. Je rovněž obhájcem potřeby kompletní ekonomické liberalizace a naprosté, klíčové změny současného finančního systému: návratu ke zlatému standardu a požadavku stoprocentního krytí rezerv v bankovnictví. Spolu s ostatními mysliteli jako je Murray Rothbard sdílí názor, že Salamancká škola v době španělského zlatého věku byla filozofickým, právním a ekonomickým předchůdcem rakouské školy jako takové, především pak ekonomické liberalizace. Že šlo o kolébku toho, čemu dnes říkáme „ekonomická věda“. Na poli aplikované ekonomie je všeobecně známá Huerto de Sotova obhajoba eura, které podle něj funguje jako analogie zlatého standardu a které dokáže disciplinovat politiky, úředníky a zájmové skupiny.
Huerta de Soto vytvořil významnou skupinu mladých akademiků a vlastních následovníků, která vedle velké řady dalších vědců zahrnuje i Philippa Baguse, Miguela Ángela Alonsa Neira, Davida Howdena, Gabriela Calzada, Javiera Aranzadi del Cerro, Óscara Vara Crespo, Adriána Raviera, Juana Ramóna Rallo, Miguela Anxo Bastose Boubeta a María Blanco. Od roku 2011 je Huerta de Soto členem Partido de la Libertad Individual (P-Lib) [Strany pro individuální svobodu].

## Knihy
- Planes de pensiones privados (1984)
- Lecturas de economía política, ed. (3 vols., 1984–1987)
- Socialism, Economic Calculation, and Entrepreneurship (2010)
- Estudios de economía política (1994)
- Money, Bank Credit, and Economic Cycles (2006), česky Peníze, banky a hospodářské krize. Liberální institut a Wolters Kluwer Czech Republic, 2009
- The Austrian School: Market Order and Entrepreneurial Creativity (2008), česky Rakouská škola: Tržní řád a podnikatelská tvořivost. CEVRO Institut Academic Press a Dokořán, 2011
- Nuevos estudios de economía política (2002)
- Ahorra y previsión en el seguro de vida (2006)
- The Theory of Dynamic Efficiency (2009), česky Teorie dynamické efektivnosti. CEVRO Institut Academic Press a Dokořán, 2013

## Knihy Huerta de Sota (online)
Peníze, banky a hospodářské krize. Liberální institut a Wolters Kluwer Czech Republic, 2009